# Goúrnes (Goúves, Héraklion)
Goúrnes, en grec moderne : Γούρνες, est un village du dème de Chersónissos, dans le district régional de Héraklion, de la Crète, en Grèce. Selon le recensement de 2011, la population de Goúrnes compte 1 628 habitants. Il est situé à une altitude de 40 m et à une distance de 14,5 km de Héraklion. En 1583, le village est cité sous le nom de Gurnes avec 146 habitants.
Le village est connu pour son aquarium, le seul en Crète (Cretaquarium).